# Saint-Vincent-des-Prés (Sarthe)
Saint-Vincent-des-Prés è un comune francese di 507 abitanti situato nel dipartimento della Sarthe nella regione dei Paesi della Loira.

## Società

### Evoluzione demografica
Abitanti censiti